# Aleksandr Ivanov (sollevatore)
Aleksandr Konstantinovič Ivanov (in russo Александр Константинович Иванов?; Tbilisi, 22 luglio 1989) è un sollevatore russo.

## Biografia
Ha rappresentato la Russia ai Giochi olimpici di Londra 2012 e originariamente ha vinto la medaglia d'argento nel sollevamento persi, categoria 94 kg maschile. Tuttavia, in seguito è stato squalificato poiché risultato positivo a un controllo antidoping al dehydrochlormethyltestosterone. Il 14 settembre 2016 il CIO ha deliberato la revoca della medaglia d'argento.

## Palmarès
- Mondiali

Antalya 2010: oro nei 94 kg maschile.
Breslavia 2013: oro nei 94 kg maschile.
- Mondiali - Juniores

2007: oro negli 85 kg maschile.
Cali 2008: oro negli 85 kg maschile.
Bucarest 2009: oro nei 94 kg maschile.